# Luxemburg
Luxemburg (în luxemburgheză Lëtzebuerg; în franceză Luxembourg; în germană Luxemburg), oficial Marele Ducat de Luxemburg sau Marele Ducat al Luxemburgului, este o țară fără ieșire la mare, din vestul Europei. Se învecinează cu Belgia la vest și la nord, cu Germania la est, și cu Franța la sud. Capitala, Luxemburg, este, împreună cu Bruxelles și Strasbourg, una dintre cele trei capitale oficiale ale Uniunii Europene și sediul Curții Europene de Justiție, cea mai înaltă instanță judecătorească din UE. Cultura, oamenii și limbile vorbite sunt extrem de strâns legate cu țările vecine, fiind în esență un amestec cultural franco-germanic. Repetate invazii din partea țărilor vecine, mai ales în al Doilea Război Mondial, au condus la o puternică dorință în această țară pentru medierea între Franța și Germania, ceea ce a condus la fondarea Uniunii Europene.
Țara cuprinde două regiuni principale: Oesling⁠(d) în partea nordică, parte a masivului Ardeni; și Gutland⁠(d) ("Pământ Bun"), în sud. Cu o suprafață de 2586 km², este unul dintre cele mai mici state suverane în Europa (având o întindere aproximativ egală cu jumătate din județul Călărași din România). Luxemburg avea o în octombrie 2012 o populație de 524.853 de locuitori, clasându-se ca a 8-a cel mai puțin populată țară din Europa. Democrație reprezentativă cu un monarh constituțional, este condusă de un mare duce, actualmente Henri, Mare Duce de Luxemburg, și este singurul mare ducat care a mai rămas în lume. Luxemburg este o țară dezvoltată, cu o economie avansată și din lume cel mai mare PIB (PPP) pe cap de locuitor, potrivit organizației Națiunilor Unite în 2014. Amplasarea sa centrală a făcut să aibă de-a lungul istoriei o mare importanță strategică pentru numeroase puteri, ceea ce datează de la fondarea sa ca cetate romană, urmată de ridicarea aici a unui castel franc în Evul Mediu Timpuriu, și de rolul său de bastion pentru Drumul Spaniol⁠(d) între secolele al XVI-lea și al XVII-lea.
Luxemburg este membru fondator al Uniunii Europene, al OCDE, al Organizației Națiunilor Unite, Organizația Tratatului Atlanticului de Nord, și Benelux, ceea ce reflectă un consens politic în favoarea integrării economice, politice și militare. Orașul Luxemburg, care este capitala și cel mai mare oraș al țării, este sediul mai multe instituții și agenții ale UE. Luxemburg a făcut parte temporar din Consiliul de Securitate al ONU în anii 2013 și 2014, o premieră în istoria țării. În 2016, cetățenii luxemburghezi aveau acces fără viză sau cu viză la sosire în 172 de țări și teritorii, ceea ce face ca pașaportul luxemburghez să fie al 6-lea din lume ca libertate de circulație conferită, la egalitate cu țări precum Canada și Elveția.

## Istoria

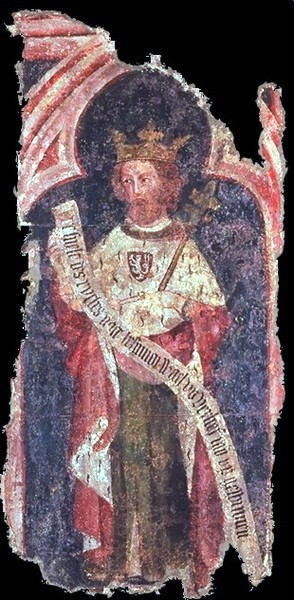
Carol al IV-lea, al 14-lea sfânt împărat roman rege al Boemiei din Casa de Luxemburg.
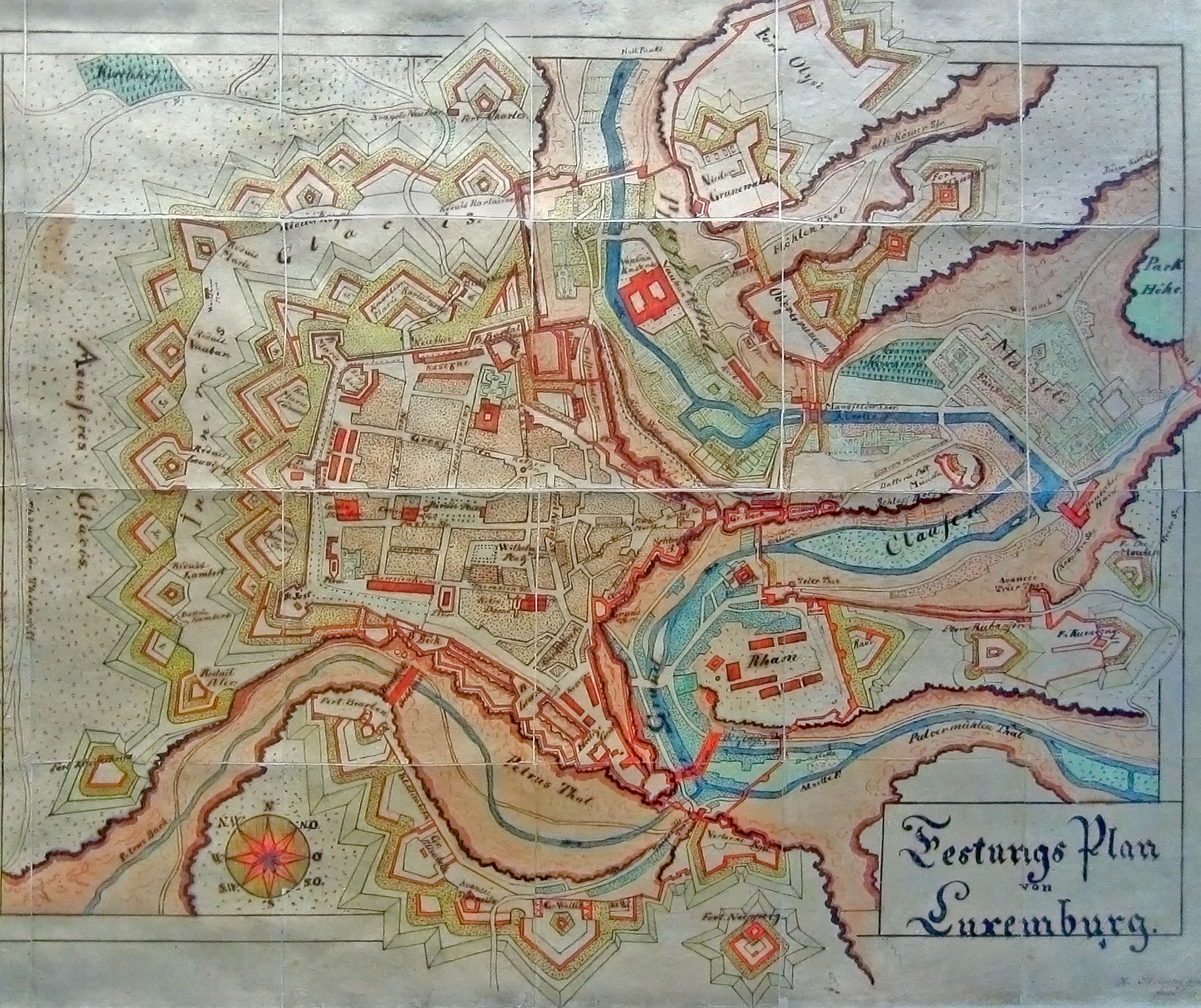
Hartă istorică (nedatat) a fortificațiilor orașului Luxemburg
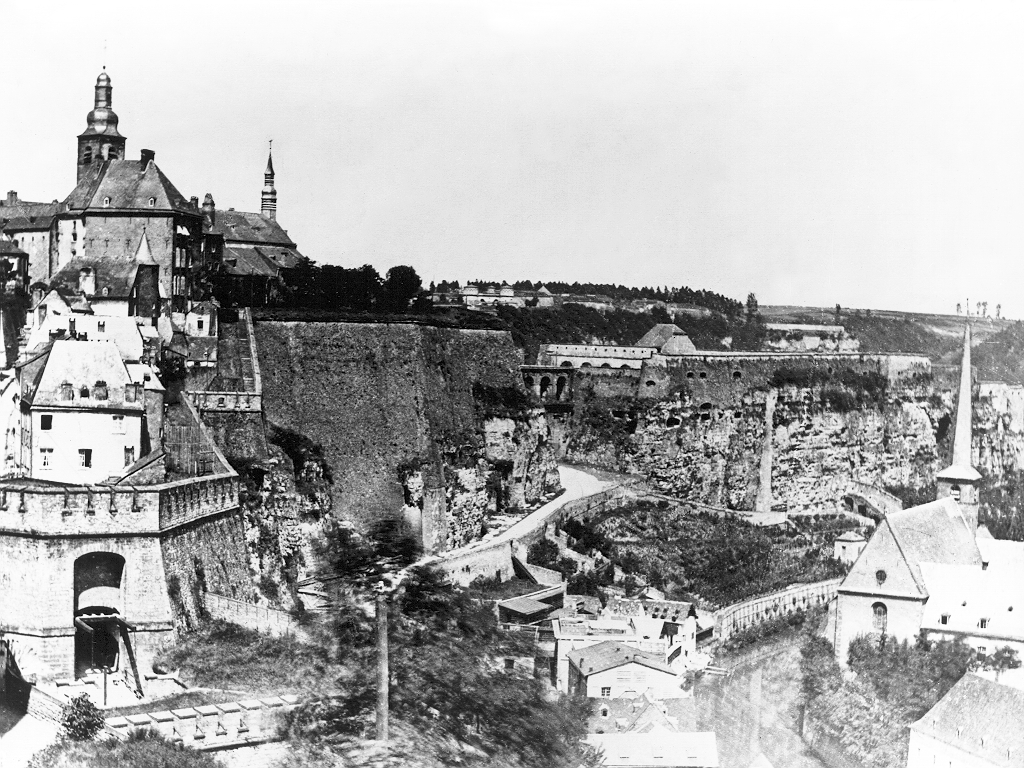
Fotografie a cetății Luxemburg înainte de demolarea ei în 1867

### Comitatul
Istoria Luxemburgului începe cu achiziționarea așezării Lucilinburhuc (astăzi castelul Luxemburg), situată pe stânca Bock⁠(d), de către Siegfried, Contele de Ardennes, în 963, printr-un act de schimb cu abația Sf. Maximin din Trier⁠(d). În jurul acestei cetăți, s-a dezvoltat treptat un oraș, care a devenit centrul unui stat de mare valoare strategică.

### Ducatul
În secolul al XIV-lea și la începutul secolului al XV-lea, trei membri ai Casei de Luxemburg au domnit ca sfânt împărat roman. În 1437, Casa de Luxemburg a suferit o criză de succesiune, provocată de lipsa unui moștenitor al tronului, ceea ce a condus la vânzarea de teritorii de către ducesa Elisabeta⁠(d) către Filip cel Bun al Burgundiei.
În următoarele secole, cetatea Luxemburg a fost în mod constant mărită și întărită de ocupanții săi succesivi, Bourbonii, Habsburgii, Hohenzollernii și francezii.

### Secolul al XIX-lea

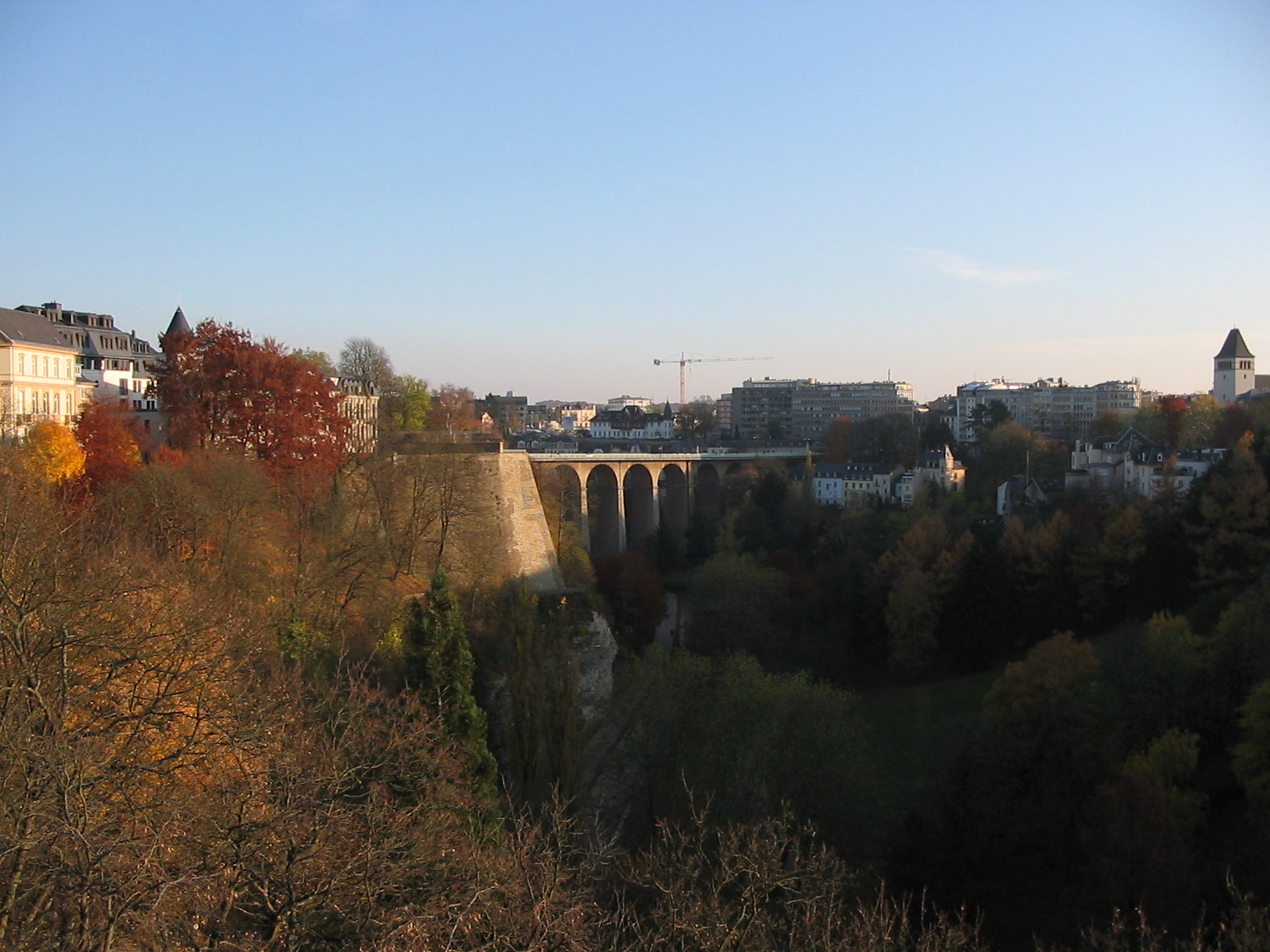
Orașul luxemburg: Pasarela cunoscută și sub numele de viaductul sau podul vechi, peste valea râului Râul Pétrusse, deschis în 1861

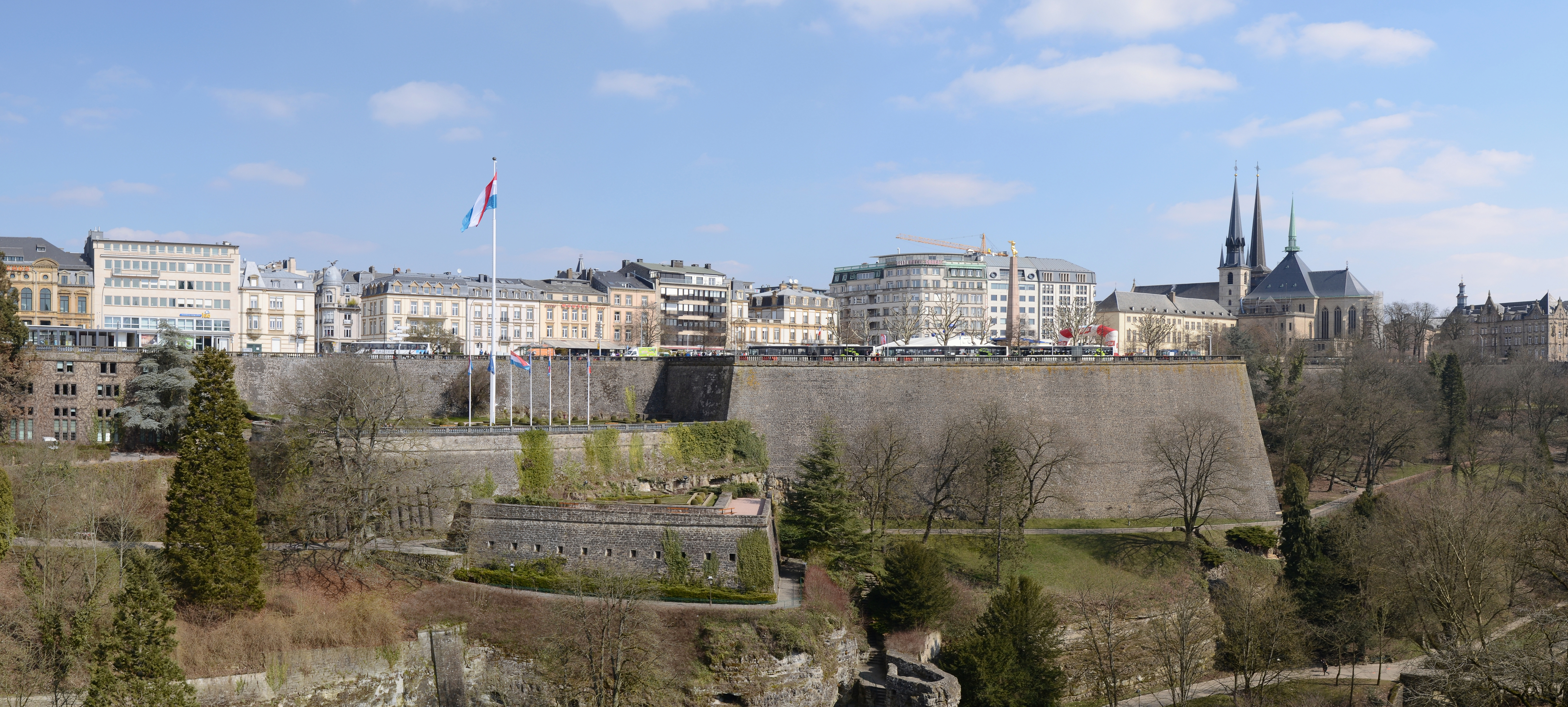
Vedere către Place de la Constitution și monumentul, din piața Metz a Capitalei de la capătul dinspre al, care face legătura cu gara

După înfrângerea⁠(d) lui Napoleon I în 1815, Luxemburgul a fost disputat între Prusia și Țările de Jos. La Congresul de la Viena s-a format Luxemburgul ca un Mare Ducat în cadrul Confederației Germane, în uniune personală cu Țările de Jos, fiind în același timp parte a Țărilor de Jos și administrat ca provincie a acestuia, dar și cu Cetatea Luxemburg⁠(d) ocupată de trupele prusace. Acest aranjament a fost revizuit de Primul Tratat de la Londra din 1839, care este considerat actul de naștere al Luxemburgului independent.
La momentul izbucnirii Revoluției Belgiene din 1830-1839, și până la instituirea independenței depline prin tratatul din 1839, teritoriul Luxemburgului a fost redus cu mai mult de jumătate, partea de vest a țării, preponderent francofonă, fiind transferată Belgiei. În 1842, Luxemburg s-a alăturat Uniunii Vamale Germane (Zollverein). Acest lucru a dus la deschiderea pieței germane, la dezvoltarea industriei siderurgice luxemburgheze, și la extinderea de rețelei luxemburgheze de cale ferată între 1855 și 1875, în special prin construcția căii ferate Luxemburg-Thionville, cu conexiuni de acolo la marile regiuni industriale ale Europei. În Timp ce trupele Prusace încă ocupau cetatea, în 1861 a fost deschisă Pasarela, primul pod rutier peste valea râului Râul Pétrusse, ce leagă Ville Haute⁠(d) și principala fortificație de pe Bock cu gara Luxemburg⁠(d), și ea deschisă în anul 1859, pe platoul Bourbon, pe atunci fortificat.
După ce Criza Luxemburgheză din 1866 aproape a dus la un război între Prusia și Franța, independența și neutralitatea Marelui Ducat au fost reafirmate prin al Doilea Tratat de la Londra din 1867; trupele prusace au fost retrase din Cetatea Luxemburg și fortificațiile de la Bock și din jur au fost demontate.
Regele Țărilor de Jos⁠(d) a rămas șef al statului ca mare duce de Luxemburg, menținând uniunea personală între cele două țări până în 1890. La moartea lui Wilhelm al III-lea, tronul Țărilor de Jos tronul a trecut la fiica lui, Wilhelmina, în vreme ce Luxemburgul (pe atunci limitat la moștenitori de sex masculin prin Pactul Familial Nassau⁠(d)) a trecut la Adolph de Nassau-Weilburg.
În timpul Războiului Franco-Prusac din 1870, în ciuda acuzațiilor la adresa francezilor de utilizare a căii ferate luxemburgheze pentru transportul prin Ducat al soldaților de la Metz (pe atunci în Franța) și pentru transportul de provizii către Thionville, neutralitatea Luxemburgului a fost respectată de către Germania, și nici Franța, nici Germania nu au invadat țara. Cu toate acestea, în 1871, în urma victoriei Germaniei asupra Franței, frontiera Luxemburgului cu Lorena, unde se aflau și orașele Metz și Thionville, a devenit din frontieră cu o parte a Franței frontieră cu teritoriul anexat la Imperiul German sub numele de Alsacia-Lorena, în temeiul Tratatului de la Frankfurt. Aceasta a conferit Germaniei avantajul militar de a controla și extinde căilor ferate de acolo⁠(d). 

### Secolului al XX-lea

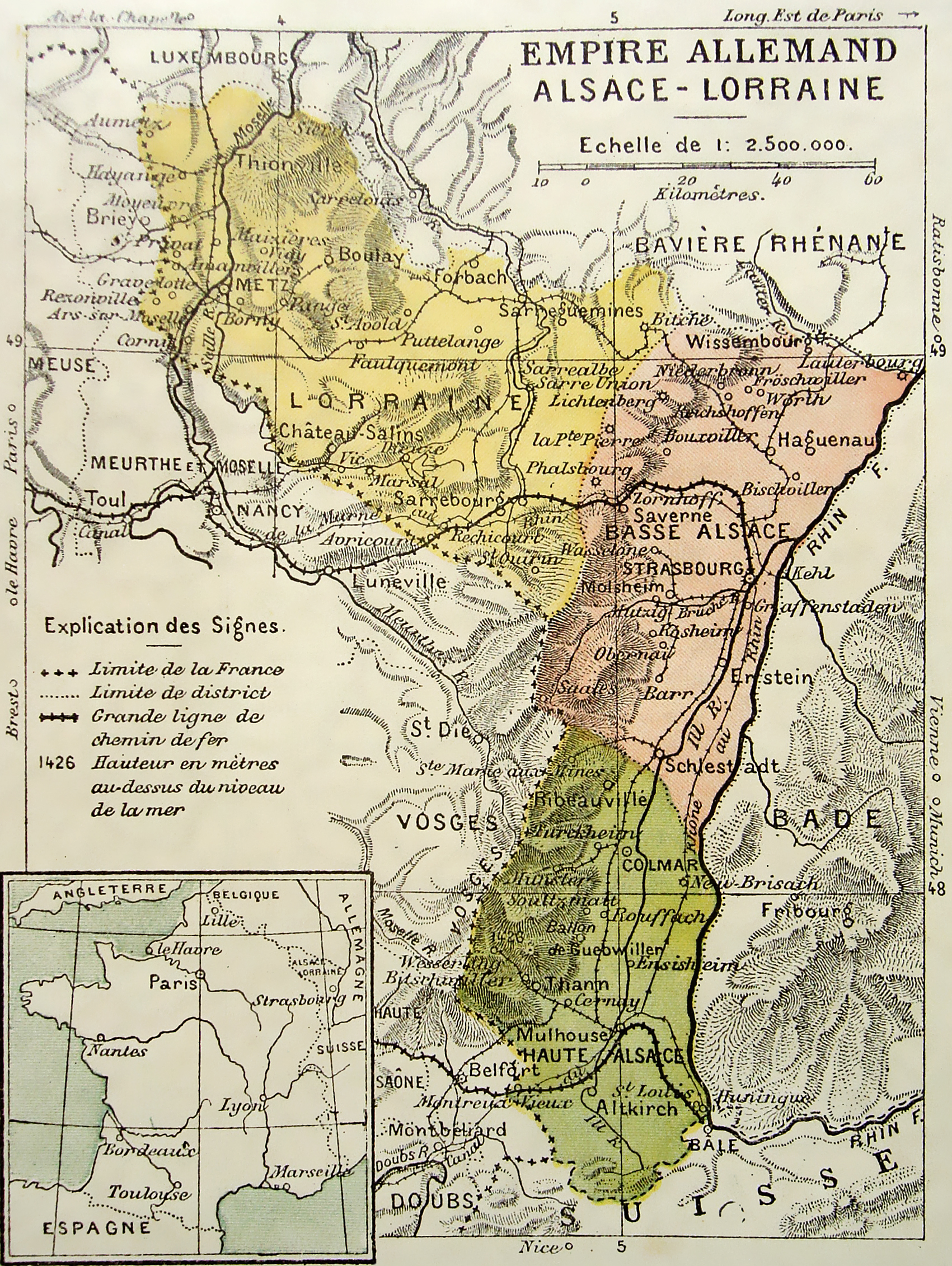
Frontiera cu Alsacia-Lorena din Imperiul German între 1871 și în 1918

În august 1914, Imperiul German a încălcat neutralitatea Luxemburgului, invadându-l în drum spre Franța. Acest lucru a permis Germaniei să utilizeze liniile de cale ferată, împiedicând Franța să facă același lucru. Cu toate acestea, în ciuda ocupației germane⁠(d), Luxemburgului i s-a permis să-și mențină în mare parte independența și mecanismele politice.

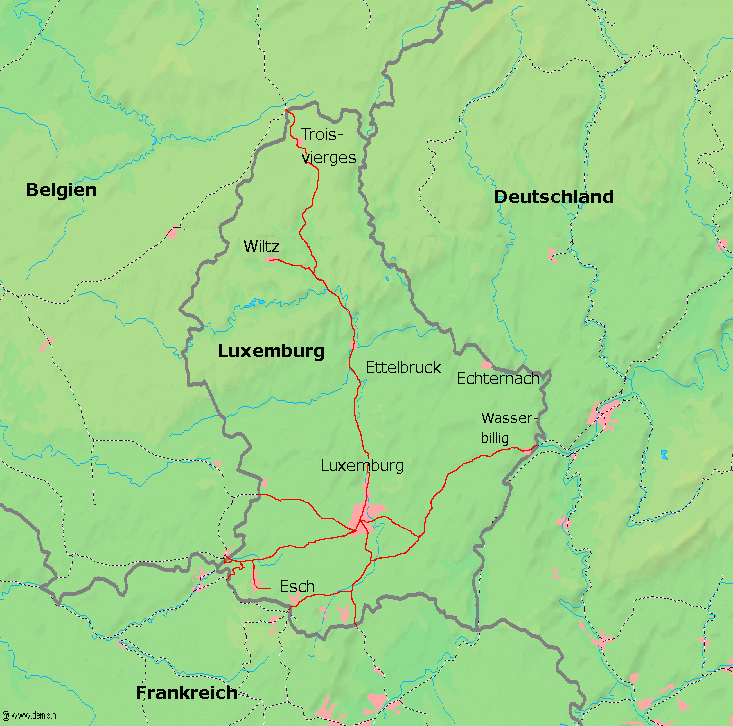
Căile ferate transfrontaliere actuale, care leagă orașul Luxemburg cu țările vecine Luxemburgului, nord (Belgia) – sud (Franța) și est (Germania) – vest (Franța)

În 1940, după izbucnirea celui de al Doilea Război Mondial, neutralitatea Luxemburgului a fost din nou încălcată atunci când Wehrmacht-ul Germaniei Naziste a pătruns în țară „cu totul fără justificare”. Spre deosebire de Primul Război Mondial, sub ocupația germană a Luxemburgului în timpul celui de al Doilea Război Mondial⁠(d), țara a fost tratată ca teritoriu german și anexată neoficial provinciei vecine a celui de al Treilea Reich. Un guvern în exil, cu sediul la Londra și susținut de Aliați, a trimis un mic grup de voluntari care au participat la invazia Normandiei. Luxemburgul a fost eliberat în septembrie 1944 și a devenit membru fondator al Națiunilor Unite în 1945. Statutul de stat neutru al Luxemburgului conform constituției a fost oficial desființat în 1948, iar în 1949 statul a devenit membru fondator al Organizația Tratatului Atlanticului de Nord.
În 1951, Luxemburg a devenit una dintre cele șase țări fondatoare ale Comunității Europene a Cărbunelui și Oțelului, care în 1957 va deveni Comunitatea Economică Europeană și apoi, în 1993, Uniunea Europeană. În 1999, Luxemburg s-a alăturat zonei euro. În 2005, în Luxemburg s-a ținut un referendum privind tratatul UE de instituire a unei constituții Europene⁠(d).

## Politica
Luxemburg este o democrație parlamentară, condusă de un monarh constituțional. Conform constituției din 1868, puterea executivă este exercitată de Marele Duce și de cabinet, care este format din mai mulți alți miniștri. Marele Duce are puterea de a dizolva legislativul, caz în care trebuie organizate noi alegeri în termen de trei luni. Cu toate acestea, din 1919, suveranitatea a trecut în mâinile națiunii, iar puterea este exercitată de marele duce în conformitate cu Constituția și legea.
Puterea legislativă aparține Camerei Deputaților⁠(d), un legislativ unicameral cu șaizeci de membri aleși prin vot direct pentru mandate de cinci ani în patru circumscripții⁠(d). Un al doilea organism Consiliul de Stat⁠(d) (Conseil d ' état), compus din douăzeci și unu de cetățeni obișnuiți, numiți de marele duce, consiliază Camera Deputaților în elaborarea legislației.
Marele Ducat are trei instanțe judecătorești inferioare (judecătorii de pace; în Esch-sur-Alzette, Luxemburg, și Diekirch), două tribunale districtuale (Luxemburg și Diekirch) și Curtea Superioară de Justiție (Luxemburg), care cuprinde Curtea de Apel și Curtea de Casație. Există și un Tribunal Administrativ și o Instanță de Contencios Administrativ, precum și o Curte Constituțională, toate cu sediul în Capitală.

### Diviziuni Administrative
Luxemburgul este împărțit administrativ în 3 districte⁠(d), care sunt mai departe împărțite în 12 cantoane⁠(d) și mai departe în 105 comune⁠(d). Douăsprezece dintre comune au statut de oraș, dintre care cel mai mare este orașul Luxemburg.

Districtele sunt Diekirch, Grevenmacher și Luxemburg.

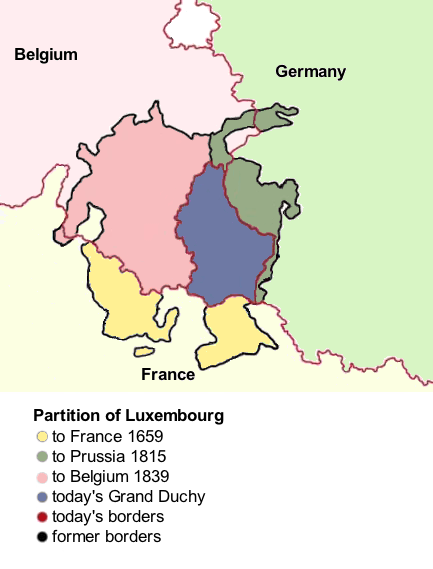
Cele trei divizări ale Luxemburgului⁠(d) au redus foarte mult teritoriul țării.
Districtele Luxemburgului

### Relații externe
Luxemburg a fost mult timp un proeminent susținător al integrării economice⁠(d) și politice a Europei. În eforturile ce prefigurau integrarea europeană, Luxemburg și Belgia au constituit în 1921 Uniunea Economică Belgia-Luxemburg⁠(d) (BLEU) pentru a crea un regim vamal comun și un regim de monedă interschimbabilă. Luxemburg este membru al Uniunii Economice Benelux și a fost unul dintre membrii fondatori ai Comunității Economice Europene (astăzi, Uniunea Europeană). Participă și la Grupul Schengen (denumit după satul luxemburghez Schengen, unde s-au semnat acordurile), al cărui obiectiv este libera circulație a cetățenilor între statele membre. În același timp, majoritatea luxemburghezilor au crezut în mod constant că unitatea europeană are sens numai în contextul unei relații transatlantice dinamice, și, astfel, au urmărit permanent o politică externă pro-Organizația Tratatului Atlanticului de Nord, și favorabilă Statelor Unite. 
În Luxemburg se află sediul Curții Europene de Justiție, al Curții Europene de Conturi, al Oficiului de Statistică al Comunităților Europene („Eurostat”) și al altor organisme vitale ale UE. Secretariatul General al Parlamentului European⁠(d) își are sediul în Luxemburg, dar Parlamentul se întrunește de obicei la Bruxelles și, uneori, la Strasbourg.

### Armata

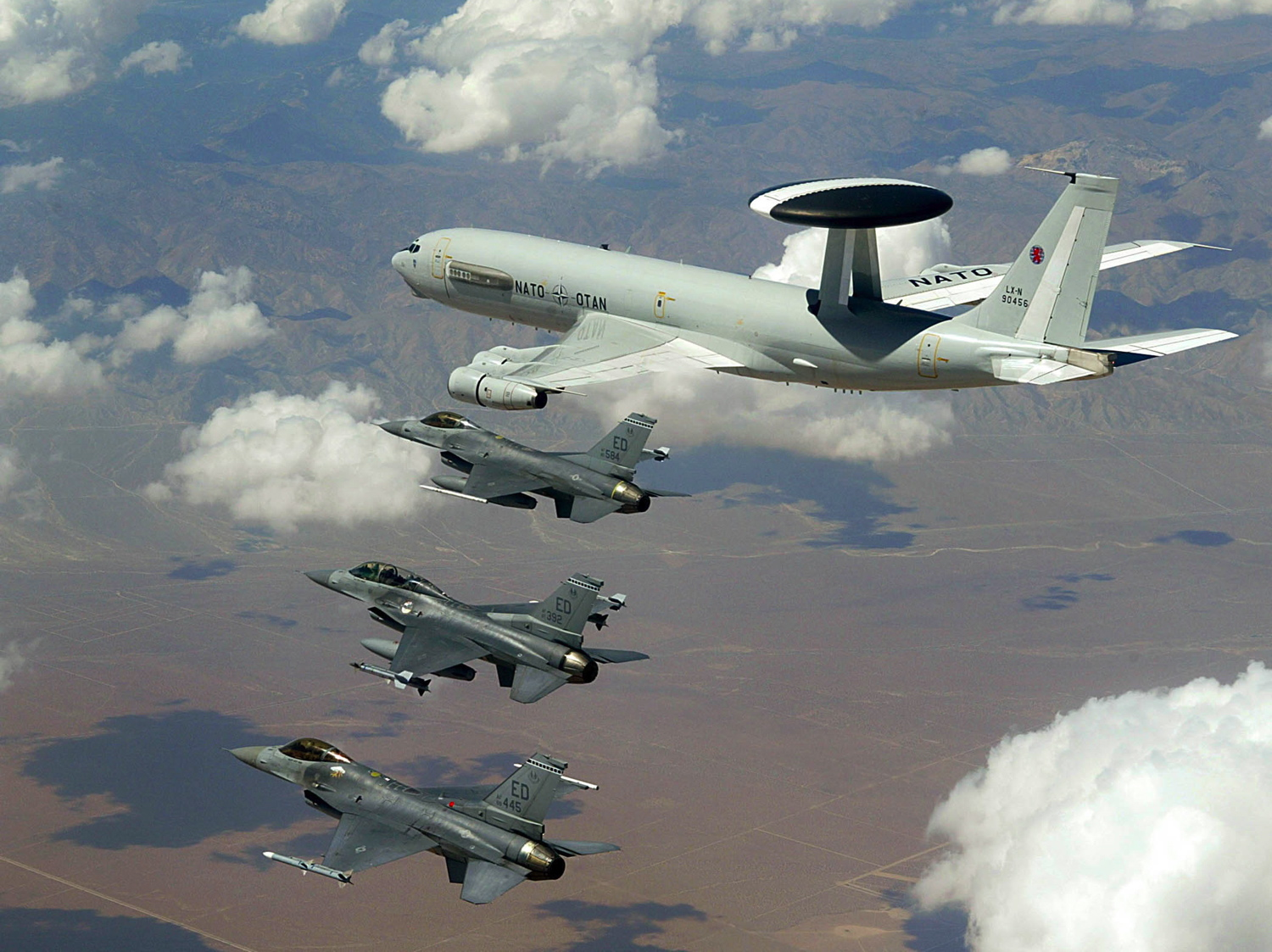
Aeronave AWACS ale NATO.

Luxemburg contribuie cu o armată de aproximativ 800 de soldați și 100 de funcționari publici la apărarea sa și a NATO. Neavând ieșire la mare, țara nu are o marină militară.
Luxemburgul nu are nici forță aeriană, deși cele 17 avioane AWACS ale NATO sunt, pentru comoditate, înregistrate ca avioane luxemburgheze. În conformitate cu un acord comun cu Belgia, ambele țări contribuie la finanțarea achiziției unui avion militar de mărfuri A400M.

## Geografie

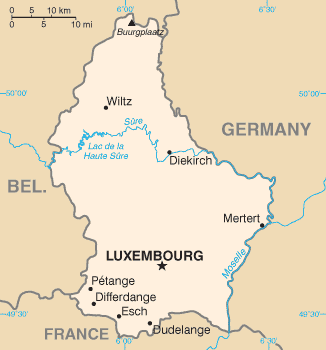
Cele mai mari orase sunt Luxemburg, Esch-sur-Alzette, Dudelange și Differdange.

Luxemburg este una dintre cele mai mici țări din Europa, fiind pe locul 179-lea ca mărime dintre toate cele 194 de state independente din lume; țara are o suprafață de circa 2.586 kilometri pătrați (998 mi2), și măsoară 82 km (51 mi) km de la nord la sud și 57 km de la est la vest. Ea se află între paralele de 49°⁠(d) și 51° latitudine nordică⁠(d) și între meridianele de 5°⁠(d) și 7° longitudine estică⁠(d).
La est, Luxemburg se învecinează cu landurile federale germane⁠(d) Renania-Palatinat și Saarland, și, la sud, cu regiunea franceză Lorena. Marele Ducat se învecinează și cu regiunea Valonă a Belgiei, în particular cu provinciile⁠(d) Luxemburg și Liège ale acesteia, din care o parte cuprind comunitatea germanofonă din Belgia, la vest și, respectiv, la nord.
Treimea nordică a țării cunoscută sub numele de „Oesling⁠(d)”, și face parte din regiunea geografică și istorică Ardeni. Aceasta este dominată de dealuri și munți de mică altitudine, între care Kneiff de lângă Wilwerdange, este cel mai înalt punct, la o altitudine de 560 de metri. Alți munți sunt Buurgplaaz la 559 de metri în apropiere de Huldange și Napoléonsgaard la 554 de metri în apropiere de Rambrouch. Regiunea este slab populată, având un singur oraș (Wiltz), cu o populație de mai mult de patru mii de locuitori.

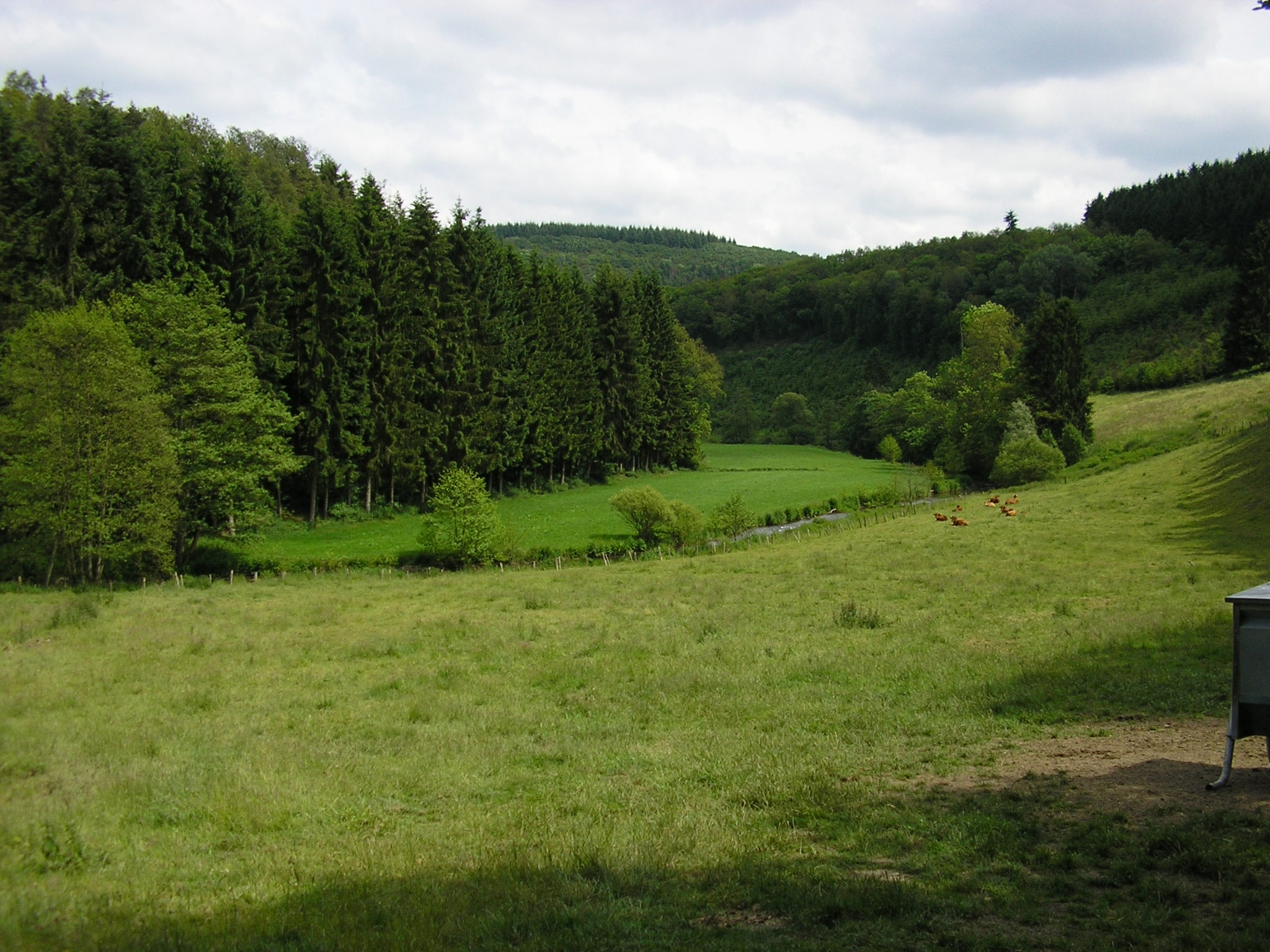
Zona rurală din Alscheid.

Cele două treimi sudice ale țării sunt denumite „Gutland⁠(d)”, și sunt mai dens populate decât Oesling. Zona este și mai diversă, și poate fi împărțită în cinci subregiuni geografice. Platoul Luxemburg⁠(d), în partea de sud și centrală a țării, este o formațiune mare și plată de gresie, pe care se află orașul Luxemburg. Mica Elveție⁠(d), din estul Luxemburgului, are teren accidentat și păduri dese. Valea Moselei este cea mai joasă regiune, de-a lungul graniței de sud-est. Pământurile Roșii⁠(d), aflate în sudul și sud-vestul îndepărtat, reprezintă centrul industrial al Luxemburgului, acolo existând mai multe din orașele mai mari ale țării.
Granița între Luxemburg și Germania este formată din trei râuri: Mosela, Râul Sauer, Mosela, și Our. Alte râuri importante sunt Alzette, Attert⁠(d), Clerve⁠(d), și Wiltz⁠(d). Văile de pe cursul mijlociu al Sauerului și Attertului formează limita între Gutland și Oesling.
Conform Indicelui Performanței de Mediu pe 2012, Luxemburg este unul din cele mai performante state din lume în domeniul protecției mediului, ocupând locul 4 din 132 de țări evaluate. Orașul Luxemburg se clasează și pe locul 6 între primele zece cele mai locuibile orașe din lume în clasamentul alcătuit de Mercer's.

### Clima
Luxemburg are o climă oceanică (Köppen: Cfb), marcată de un nivel ridicat de precipitații, în special la sfârșitul verii. Verile sunt răcoroase și iernile blânde.

## Economia

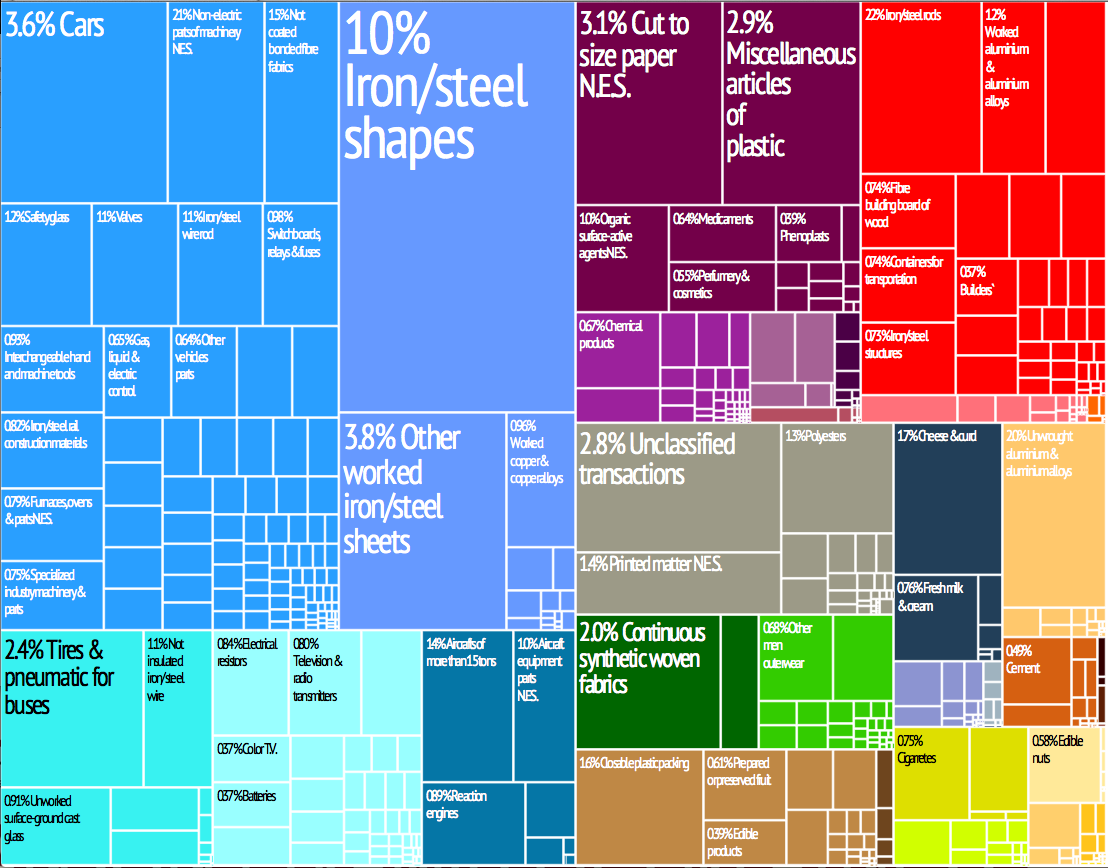
Reprezentarea grafică de exporturilor de produse din Luxemburg pe 28 de categorii.

Economia de piață stabilă și de venituri mari a Luxemburgului se caracterizează prin creștere moderată, inflație scăzută, și un nivel ridicat de inovare. Șomajul este de obicei scăzut, deși acesta a crescut la 6,1% în mai 2012, datorită în mare măsură la efectelor crizei financiare globale din 2008⁠(d). Ca urmare, economia Luxemburgului estima pentru 2012 o creștere neglijabilă. În 2011, potrivit FMI, Luxemburg era a doua cea mai bogată țară din lume, cu un PIB pe cap de locuitor ajustat pentru paritatea puterii de cumpărare (PPP) de 80.119 dolari. Luxemburg este pe locul 13 în clasamentul Indicelui Libertății Economice⁠(d) al Heritage Foundation, pe locul 26 după Indicele Dezvoltării Umane calculat de ONU, și pe locul 4 după Indicele Calității Vieții calculat de Economist Intelligence Unit.
Datoria externă a Luxemburgului este extrem de mare atunci când se ia în considerare datoria externă pe cap de locuitor raportul datorie-PIB⁠(d). Datoria externă pe cap de locuitor (2014) este de $3.696.467 și ca procent din PIB este 3443%, cea mai mare din lume după ambele măsurători.
Sectorul industrial, care a fost dominat de oțel până în anii 1960, s-a diversificat pentru a include produse chimice, cauciuc și altele. În ultimele decenii, creșterea din sectorul financiar a supracompensat declinul producției de oțel⁠(d). Serviciile, în special cel bancar și de finanțe, reprezintă cea mai mare parte din producția economică. Luxemburgul este al doilea cel mai mare centru de fonduri de investiții (după Statele Unite), cel mai important centru din domeniul privat bancar din zona euro și cel mai important centru european pentru companii de reasigurare. Mai mult decât atât, guvernul din Luxemburg a avut drept scop atragerea de start-up-uri din domeniul internetului, Skype și Amazon fiind două din numeroasele companii de internet care și-au mutat sediul central în Luxemburg.
Agricultura se bazează pe ferme mici, de familie.
Luxemburg legături comerciale și financiare deosebit de strânse cu Belgia și cu Țările de Jos (vezi Benelux), și, ca membru al UE, se bucură de avantajele pieței europene comune.
Cu 171 miliarde de dolari în luna mai 2015, Luxemburg era la acea dată pe locul unsprezece în lume după volumul de titluri de trezorerie americane deținute. Clasament este însă imperfect, întrucât unii deținători străini își încredințează obligațiunile unor instituții care nu sunt nici în SUA și nici în țara de reședință a deținătorului.

### Paradis fiscal
În anul 2016, mai bine de 340 de multinaționale aveau acorduri fiscale speciale cu autoritățile luxemburgheze, care le permiteau să ocolească plata unor impozite în valoare de miliarde de euro.
Rulându-și profiturile prin Luxemburg, companiile obțin rate de impozitare mai mici de 1%, față de peste 21% - rata medie de impozitare a profitului în UE, sau 40%, rata de impozitare a profitului în SUA.
În aprilie 2009, îngrijorarea cu privire la legile secretului bancar din Luxemburg, precum și reputația sa de paradis fiscal, au dus la adăugarea țării de către grupul G20 în „lista gri” a țărilor cu practici bancare discutabile. Ca răspuns, țara a adoptat imediat standardele OCDE privind schimbul de informații, ceea ce a făcut să fie trecută în categoria de „jurisdicții care au implementat în mod substanțial standardele fiscale internaționale”. În martie 2010, Sunday Telegraph relata că mare parte din cele 4 miliarde de dolari ai lui Kim Jong-Il aflați în conturi secrete s-ar afla în bănci din Luxemburg. Amazon.co.uk beneficiază și ea de unele lacune fiscale din Luxemburg, canalizând venituri realizate în Regatul Unit, după cum relata The Guardian în aprilie 2012. Luxemburg se află pe locul al treilea după Indicele Secretului Financiar pe 2011, un clasament mondial al paradisurilor fiscale, puțin în urma Insulelor Cayman. În 2013, Luxemburg se clasa pe locul al doilea într-un clasament al celor mai sigure paradisuri fiscale din lume, după Elveția.

### Transport

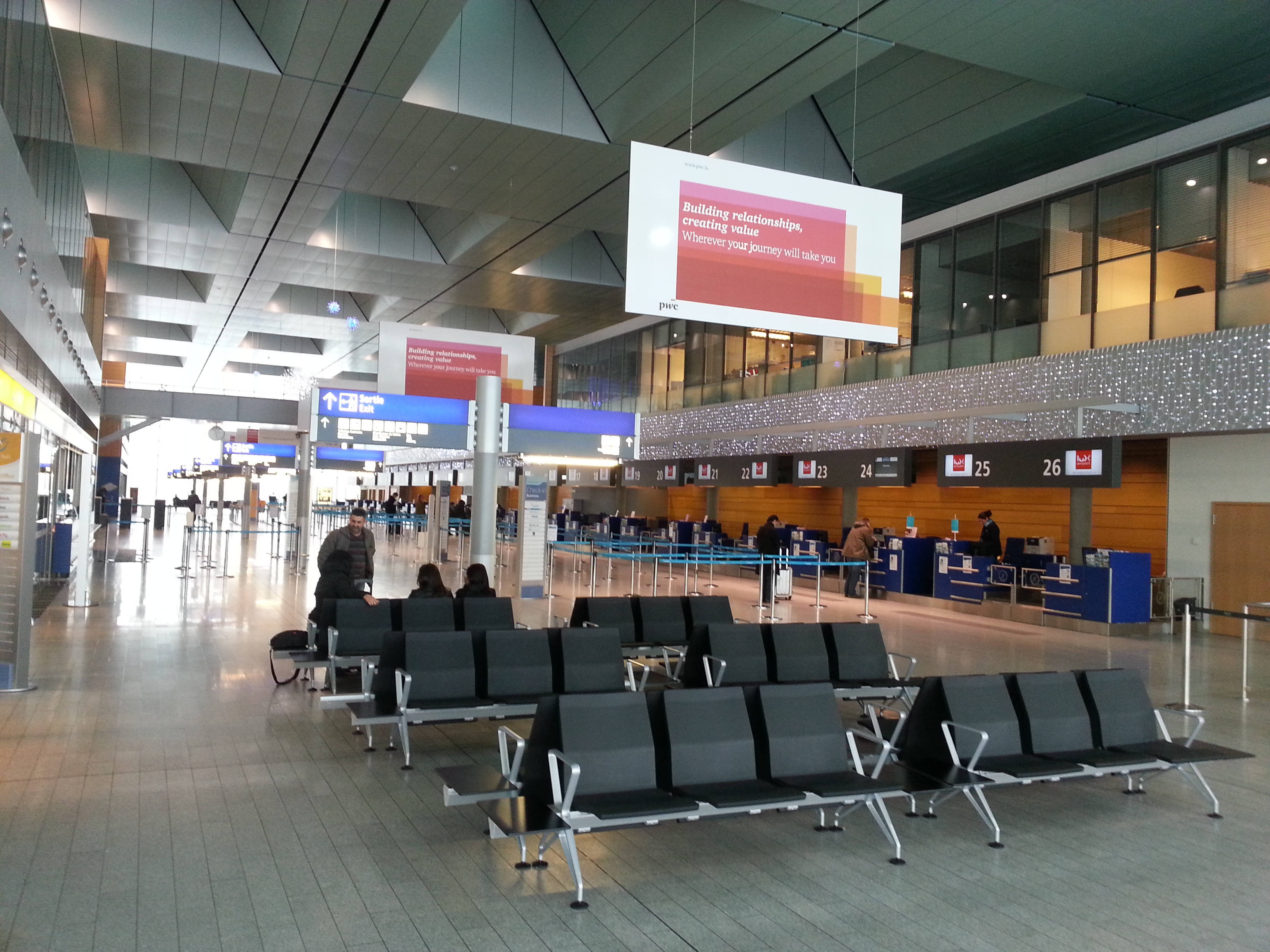
Compania aeriană internațională luxemburgheză își are sediul la Aeroportul Luxemburg, singurul aeroport internațional din țară.

Luxemburg are rețele de transport rutier, feroviar și aerian eficiente. Rețeaua de drumuri a fost modernizată în mod semnificativ în ultimii ani, având 147 km de autostrăzi care leagă capitala de țările învecinate. Apariția legăturii de mare viteză TGV cu Parisul a dus la renovarea gării din Capitală⁠(d) și la deschiderea unui nou terminal de călători la Aeroportul Luxemburg. Există planuri de a introduce în Capitală tramvaie și linii de metrou ușor în zonele adiacente în următorii câțiva ani.
Numărul de autoturisme la 1000 de persoane însuma 681 în Luxemburg — printre cele mai mari din lume după Australia, Noua Zeelandă, SUA, Canada, Islanda si alte microstate ca San Marino, Monaco, Liechtenstein, Brunei.

### Comunicații
Industria de telecomunicații din Luxemburg este liberalizată și rețelele de comunicații electronice sunt dezvoltate. Concurența dintre diferiții operatori este garantată de cadrul legislativ Paquet Telecom adoptat de Guvern în 2011, și care transpune directivele europene de telecomunicații în legislația luxemburgheză. Acest lucru încurajează investițiile în rețele și servicii. Autoritatea de reglementare ILR – Institut Luxembourgeois de Régulation asigură respectarea acestor norme juridice.
Luxemburg are rețele de cablu și de fibră optică moderne și utilizate pe scară largă în întreaga țară. În 2010, Guvernul Luxemburgului a lansat Strategia Națională pentru Rețele de Mare Viteză, cu scopul de a deveni un lider global în domeniul transmisiilor de date de foarte mare viteză în bandă largă prin realizarea unei acoperiri complete la nivel național a conexiunilor de 1 Gbit/s până în 2020. În 2011, Luxemburg avea acoperire NGA⁠(d) de 75%. În aprilie 2013, Luxemburg avea a 6-a cea mai mare viteza de download din întreaga lume și a 2-a cea mai mare din Europa: 32,46 Mbit/s. Poziția țării în Europa Centrală, economia stabilă și impozitele scăzute favorizează industria de telecomunicații.
Se situează pe locul 2 în lume la dezvoltarea tehnologiilor de informatică și telecomunicații în Indicele de Dezvoltare IT&C al ITU și a fost clasat pe locul 8 la nivel mondial în studiul global al calității conexiunilor în bandă largă realizat în 2009 de către Universitatea din Oxford și Universitatea din Oviedo⁠(d).

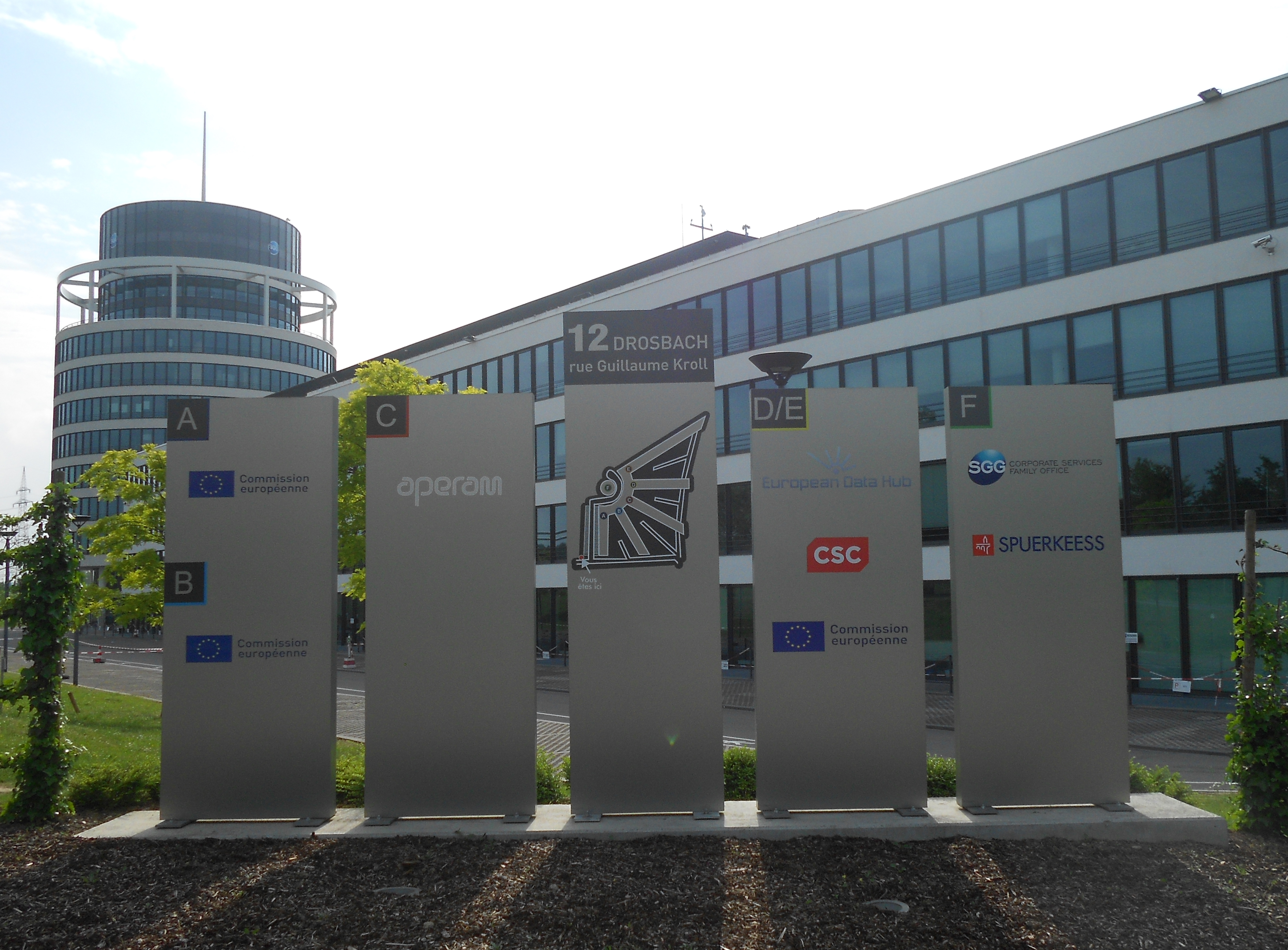
Semnele din fața en de la Cloche d'or, în orașul Luxemburg.

Luxemburg este conectat la toate marile noduri europene de Internet (AMS-IX Amsterdam, DE-CIX Frankfurt, LINX Londra), și la centrele de date prin rețelele optice cu redundanță. În plus, țara este conectată la serviciile virtuale meetme (vmmr) al operatorului internațional de huburi de date Ancotel. Acest lucru permite Luxemburgului interconectarea cu toți marii operatori de telecomunicații și cu furnizorii de transfer de date din întreaga lume. Punctele de interconectare sunt în Frankfurt, Londra, New York și Hong Kong.
Mai mulți furnizori interconectează Luxemburgul cu marile huburi europene de date:
- Teralink[78] (P&TLuxembourg, denumit și EPT Luxemburg: operator curent)[79]
- LuxConnect[80] (acționar: Guvernul) LuxConnect a testat transmisii coerente de semnale de date la 100G între Luxemburg și Amsterdam în iunie 2011.[81]
- Artelis/Cegecom[82] (furnizor alternativ de telecomunicații în Luxemburg și Saarland)
- Conectivitate prin satelit – Teleports (SES⁠(d)),[83] Broadcasting Center Europe[84] și P&T Luxemburg Teleport.[85][86][87]

Luxemburg este conectat printr-o rețea optică multiplexare în lungime de undă⁠(d), numită Teralink la mai mulți furnizori de Tier 1 de mai sus, cum ar fi Level3 și Global Crossing. Teralink oferă conectivitate până la 100 Gbit/s. P&T Luxembourg a stabilit o conexiune IP coerentă la 100Gbit/s IP între Frankfurt și Luxemburg, cu trafic live în 2011.
IPV6 a fost introdus în țară de către Restena și P&T Luxemburg.
Luxemburg are un Internet Exchange și un Carrier Q15995060⁠(d) point.
- LU-CIX⁠(d) este Internet Exchange Pointul neutru și comercial înființat în 2009 de către Cegecom, Datacentre Luxemburg, Global Media Systems, INEXIO, LuxConnect, P&T Luxemburg și Root eSolutions. Acesta oferă o rută scurtă, rapidă și eficientă către rețelele europene de Internet.[94][95] În 2012, LIX, Internet Exchange-ul operat de Fundația RESTENA, a fuzionat cu LU-CIX.[96] În martie 2013, LU-CIX a lansat „Central European Peering Hub” în scopul de a oferi posibilitatea membrilor săi de a se conecta la alte programe de reseller ale IX, AMS-IX (Amsterdam), LINX (Londra), DE-CIX (Frankfurt) și France-IX (Paris), etc.[97]
- LIX este Ethernet Exchange-ul luxemburghez situat în centrul de date certificat de Tier IV eBRC.[98]

Portalul on-line De Guichet al Marelui Ducat de Luxemburg este un singur magazin online one-stop pentru cetățeni și întreprinderi pentru efectuarea de diverse operațiuni administrative (proceduri, formulare on-line, formulare descărcabile și consiliere) prin Internet.
Groupe PSA, împreună cu POST Luxembourg⁠(d) ca partener, a introdus o soluție integrată de telecomunicații mobile pentru dezvoltarea de servicii telematice în Europa.

### Centrele de date
Aproximativ 20 de centre de date operează în Luxemburg. Șase centre de date sunt certificate Tier IV: trei ale eBRC, două ale LuxConnect și una a European Data Hub. Într-un sondaj asupra a nouă centre de date internaționale, desfășurat în decembrie 2012 și ianuarie 2013 și măsurând disponibilitatea (up-time-ul) și performanța (întârzierea cu care datele se primesc datele de pe site-ul solicitat), primele trei poziții au fost ocupate de centre de date din Luxemburg.

## Demografia

### Etnia
Locuitorii Luxemburgului se numesc luxemburghezi. Populația de imigranți a crescut în secolul al XX-lea, datorită sosirii imigranților din Belgia, Franța, Italia, Germania și Portugalia, majoritatea provenind din acesta din urmă: în 2013 erau aproximativ 88.000 de locuitori de naționalitate portugheză⁠(d).
Există și un număr foarte mic de romi și de evrei⁠(d). Ambele grupuri care trăiesc în Luxemburg au fost afectate de Holocaust în trecut și au fost expulzate din Luxemburg în acea perioadă.
De la începutul războaielor iugoslave, Luxemburgul a primit mulți imigranți din Bosnia și Herțegovina, Muntenegru și Serbia. Anual, peste 10.000 de noi imigranți sosesc în Luxemburg, cea mai mare parte din alte state membre UE, precum și din Europa de Est. În anul 2000, în Luxemburg erau 162.000 de imigranți, reprezentând 37% din totalul populației. În 1999 existau și circa 5.000 de imigranți ilegali⁠(d).

### Limba
Trei limbi sunt recunoscute ca oficiale în Luxemburg: franceza, germana și luxemburgheza, o limbă franconică din regiunea Moselei care se vorbește și în regiunile învecinate din Belgia, Franța și Germania. Deși luxemburgheza face parte din grupul vest-central-german al limbilor germane de sus, peste 5.000 de cuvinte din limbă sunt de origine franceză. Primele propoziții tipărite în luxemburgheză au apărut în săptămânalul Luxemburger Wochenblatt, în cea de-a doua ediție din 14 aprilie 1821.
În afară de faptul că este una dintre cele trei limbi oficiale, luxemburgheza este considerată și limbă națională a Marelui Ducat; este limba maternă sau „limba de suflet” pentru aproape toți luxemburghezii.
Fiecare dintre cele trei limbi este folosită ca limbă principală în anumite sfere. Luxemburgheza este limba pe care luxemburghezii o folosesc, în general, când vorbesc unii cu alții, dar este rar folosită ca limbă scrisă. Cu toate acestea, începând cu anii 1980, au fost scrise din ce în ce mai multe romane în limba luxemburgheză. Majoritatea treburilor oficiale folosesc limba franceză. Germana este, de obicei, prima limbă învățată în școală și este limba unei mari părți din mass-media și cea a bisericii.
Sistemul de învățământ luxemburghez este trilingv: primii ani de școală primară se predau în luxemburgheză, înainte de a schimba în germană; în timp ce în liceu, la limba de instruire devine franceza. Competența în toate cele trei limbi este necesară pentru absolvirea gimnaziului, însă jumătate din elevi părăsesc școala fără un certificat de calificare, copiii de imigranți fiind deosebit de defavorizați.
În plus față de cele trei limbi oficiale, în învățământul obligatoriu se predă limba engleză și o mare parte din populația din Luxemburg vorbește această limbă, mai ales în Capitală. Portugheza, limba celei mai mari comunități de imigranți, este și ea vorbită de o mare parte a populației, dar de relativ puține persoane din afara acelei comunități.
Franceza este limba preferată a guvernului. Legislația oficială trebuie redactată în limba franceză.

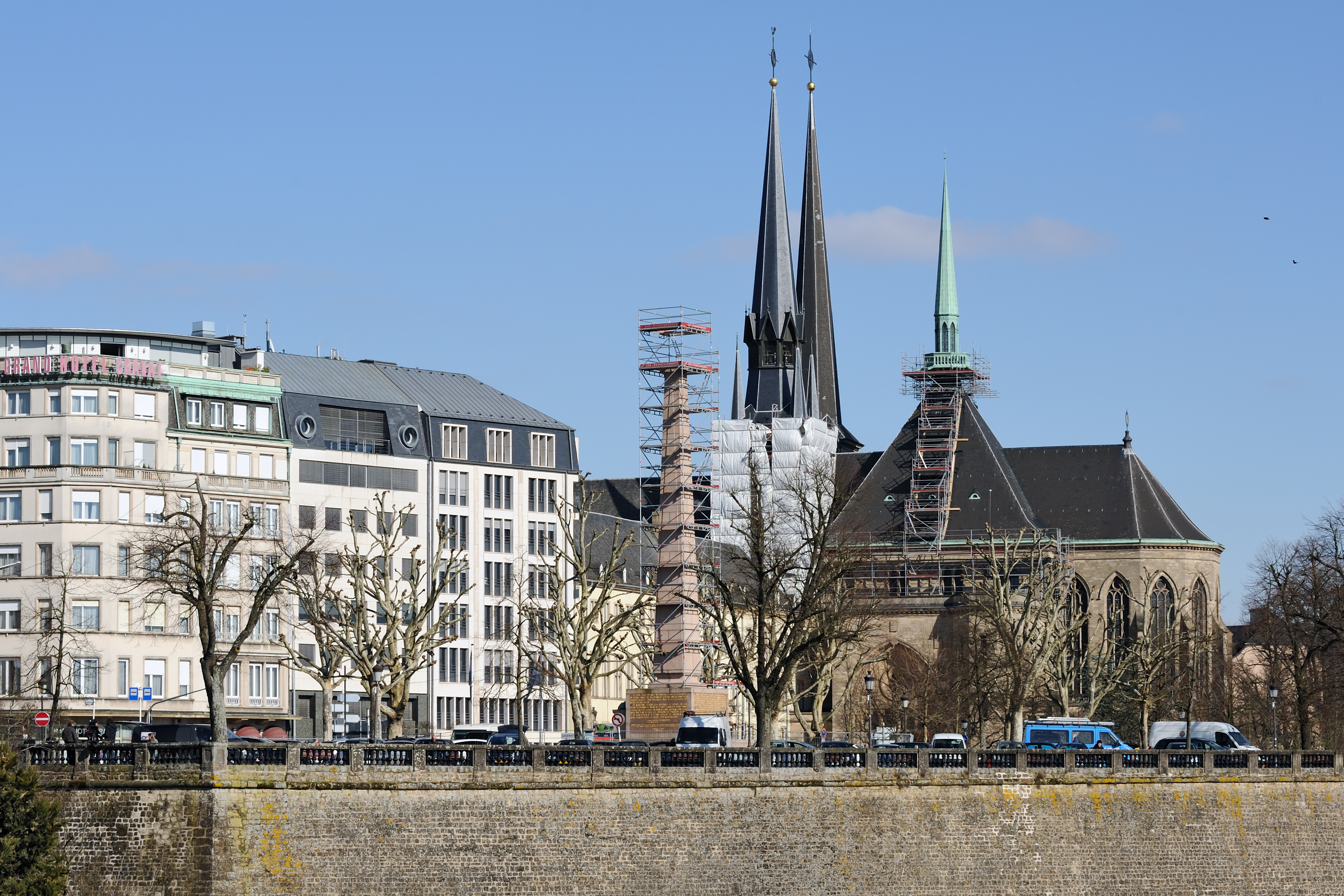
din Luxemburg

### Religia
Luxemburgul este un stat secular, dar statul recunoaște anumite religii ca fiind oficial aprobate. Acest lucru conferă statului o influență administrarea religioasă și la numirea clerului, în schimbul căreia statul plătește anumite salarii și costuri de funcționare. În prezent, religiile acoperite de astfel de aranjamente sunt romano-catolicismul, iudaismul, ortodoxia greacă⁠(d), anglicanismul, ortodoxia rusă, luteranismul, menonitismul și islamul.
Din 1980 a devenit ilegal ca guvernul să colecteze statistici privind practicile și convingerile religioase. O estimare a CIA Factbook pentru anul 2000 este că 87% dintre luxemburghezi sunt catolici, inclusiv familia regală, restul de 13% fiind formată din musulmani, protestanți, ortodocși, evrei și alte religii sau persoane fără religie. Conform unui studiu efectuat în 2010 de Pew Research Center, 70,4% sunt creștini, 2,3% musulmani, 26,8% neafiliați și 0,5% de alte religii.
Potrivit unui sondaj Eurobarometru din 2005, 44% din luxemburghezi au răspuns că „cred că există un Dumnezeu”, în timp ce 28% au răspuns că „cred că există un fel de spirit sau forță vitală” și 22% că „nu cred că există nici un fel de spirit, dumnezeu, sau forță vitală”.

### Educație

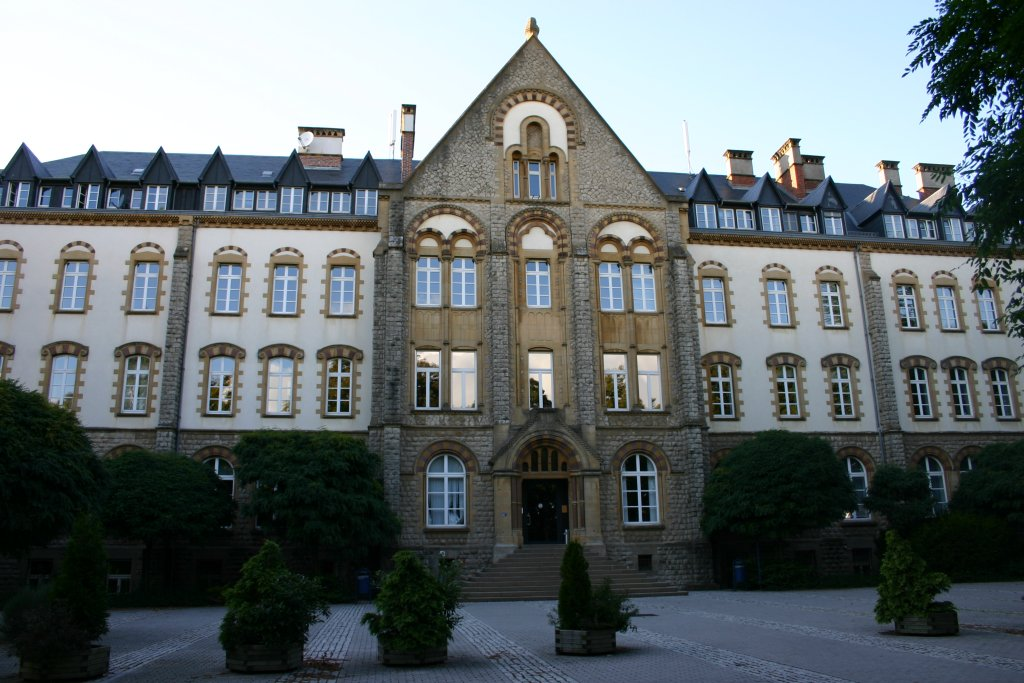
Universitatea din Luxemburg este singura universitate din țară.

Universitatea din Luxemburg⁠(d) este singura universitate din țară.

### Sănătate
În Luxemburg se vinde cel mai mult alcool pe cap de locuitor din Europa. Cu toate acestea, mare parte din alcoolul achiziționat de către clienții din țările vecine contribuie la creșterea acestui indicator, el nefiind astfel reprezentativ pentru consumul real de alcool al populației Luxemburgului.

## Cultura

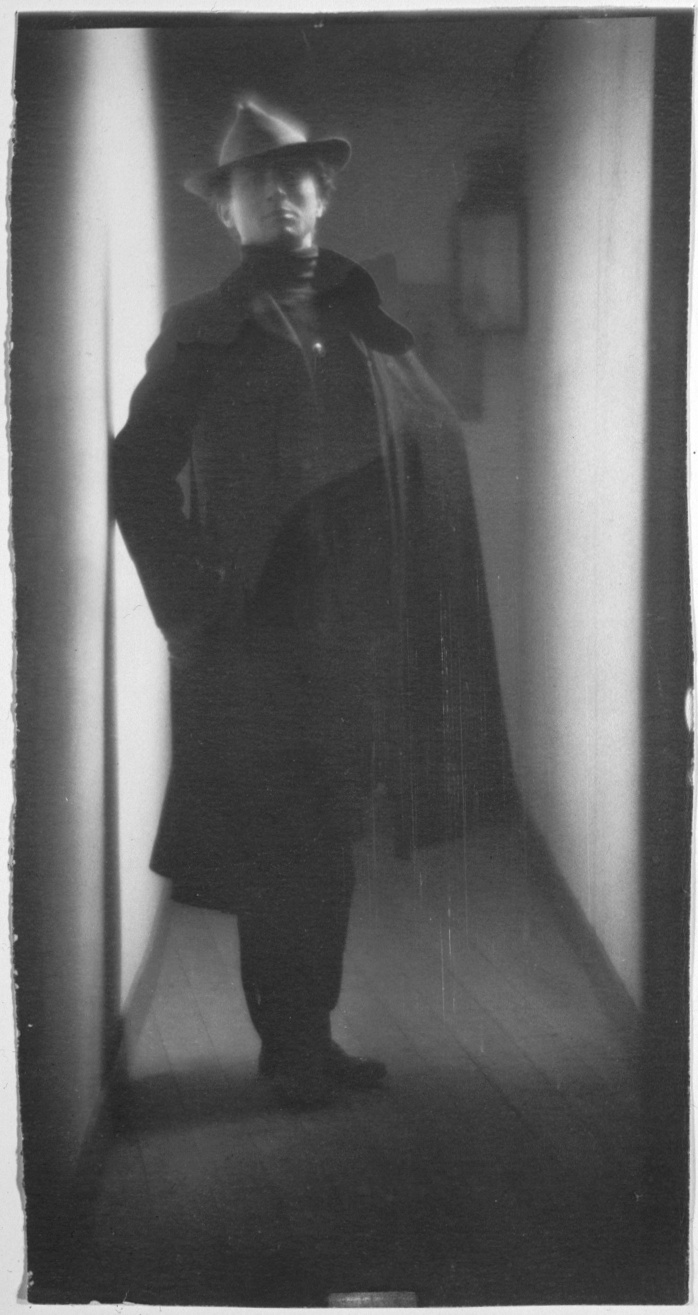
, fotograf și pictor luxemburghez

Cultura Luxemburgului a fost umbrită de cea a vecinilor săi. Se păstrează însă o serie de tradiții populare, întrucât țara a fost de-a lungul istoriei ei una predominant rurală. Există mai multe muzee notabile, situate mai ales în Capitală. Printre acestea se numără Muzeul Național de Istorie și Artă (NMHA), Muzeul de Istorie a Orașului Luxemburg⁠(d), și mai noul Muzeu Marele Duce Jean de Artă Modernă⁠(d) (Mudam). Muzeul Național de Istorie Militară (MNHM) din Diekirch este cunoscut mai ales pentru reprezentările Bătăliei Ieșindului. Orașul Luxemburg este el însuși înscris în Lista Patrimoniului Mondial UNESCO, datorită importanței istorice a fortificațiilor sale.
Țara a produs și câțiva artiști cunoscuți pe plan internațional, între care pictorii Théo Kerg⁠(d), Joseph Kutter și Michel Majerus, și fotograful Edward Steichen⁠(d), a cărui expoziție Familia Omului⁠(d) expoziție a fost inclusă în registrul UNESCO Memoria Lumii, iar acum este permanent găzduită la Clervaux. Vedeta de cinema Loretta Young a fost de origine luxemburgheză.
Luxemburg a fost primul oraș numit Capitală Europeană a Culturii de două ori. Prima dată a fost în 1995. În 2007, Capitală Europeană a Culturii a fost o zonă transfrontalieră constând din Marele Ducat de Luxemburg, landurile Renania-Palatinat și Saarland din Germania, Regiunea Valonă și partea germanofonă din Belgia, precum și Lorena din Franța. Evenimentul a fost o încercare de a promova mobilitatea și schimbul de idei, rupând fizic, psihologic, artistic și emoțional frontierele.
Luxemburg a fost reprezentată la Expoziția Universală 2010 din Shanghai, China, în perioada 1 mai-31 octombrie 2010, cu pavilion propriu. Pavilionul s-a bazat pe transliterarea a cuvântului Luxemburg în Chineză, Lu Sen Bao, care înseamnă „Pădurea și Cetatea”. Luxemburgul a fost prezentat ca „Inima Verde a Europei”.

### Sport

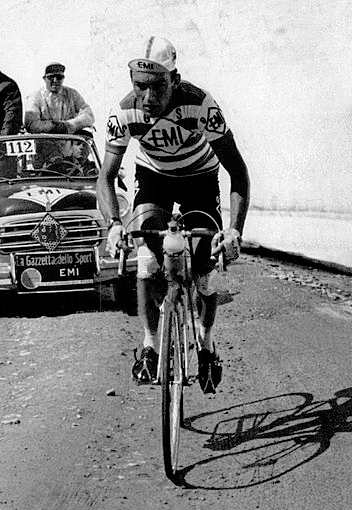
În cariera sa ciclistă, Charly Gaul a câștigat trei.

Spre deosebire de majoritatea țărilor din Europa, sportul în Luxemburg nu se concentrează pe vreun anume sport național⁠(d), ci cuprinde mai multe sporturi, atât de echipă cât și individuale⁠(d). În ciuda lipsei unui punct central de concentrare a activității sportive, peste 100.000 de oameni din Luxemburg, dintr-o populație totală de numai 512.353, sunt legitimați ca membri ai unei federații sportive. Cea mai mare arenă sportivă din țară este d'Coque⁠(en)[traduceți], o arenă interioară cu bazin olimpic aflată la Kirchberg, la nord-est de orașul Luxemburg, care are o capacitate de 8.300 de locuri. Arena este utilizată pentru baschet, handbal, gimnastică și volei, găzduind și finala Campionatului European de Volei Feminin din 2007⁠(d). Stadionul național (cel mai mare din țară) este Stade Josy Barthel⁠(d), din vestul orașului Luxemburg, numit după singurul medaliat olimpic cu aur al țării, și având o capacitate de 8.054 de locuri.
Între sportivii notabili se numără:
- schiorul alpin Marc Girardelli, campion general la Cupa Mondială de cinci ori între 1985 și 1993;
- Cicliștii Nicolas Frantz⁠(d), câștigător al Turului Franței în 1927 și 1928; Charly Gaul⁠(d), câștigătorul Turului Italiei în 1956 și 1959 și al Turului Franței din 1958; Elsy Jacobs⁠(d), prima campioană mondială de ciclism pe șosea la feminin în 1958; și Andy Schleck⁠(d), câștigător al Turului Franței în 2010;
- Semifondistul⁠(d) Josy Barthel⁠(d), câștigător al cursei de 1500 m masculin la Olimpiada din 1952
- campionul mondial din 1961 la schi nautic Sylvie Hülsemann⁠(d)

### Bucătăria
Bucătăria luxemburgheză reflectă poziția țării la frontiera între lumea latină și cea germanică, fiind puternic influențată de bucătăria din țările vecine, Franța și Germania. Mai recent, ea a fost îmbogățită de numeroșii săi imigranți italieni și portughezi.

Cele mai multe preparate originare din Luxemburg, consumate cotidian, au rădăcini în felurile de mâncare țărănești, similare celor din Germania⁠(d) vecină.

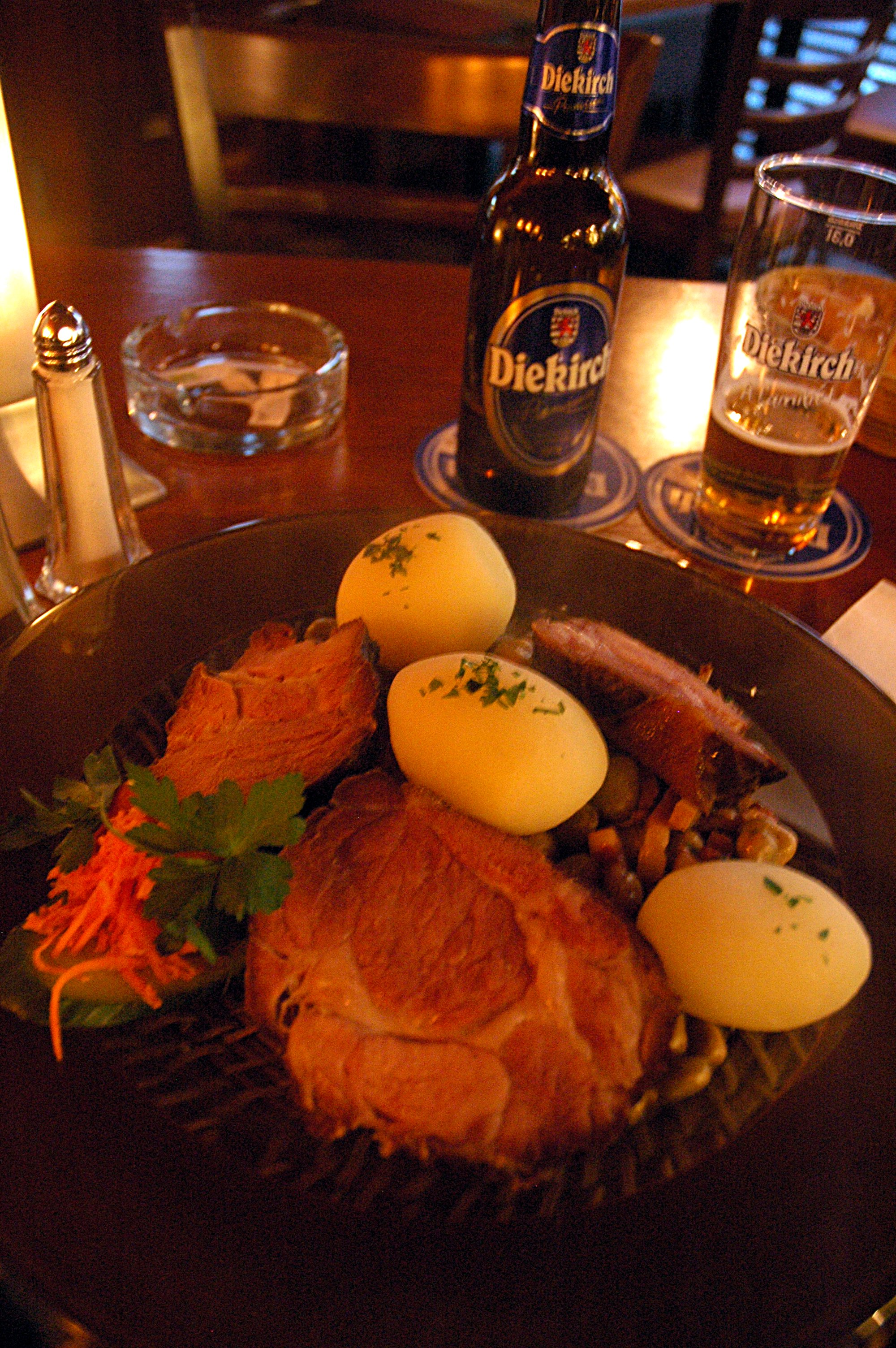
Judd mat Gaardebounen, servit cu cartofi fierți și bere Diekirch
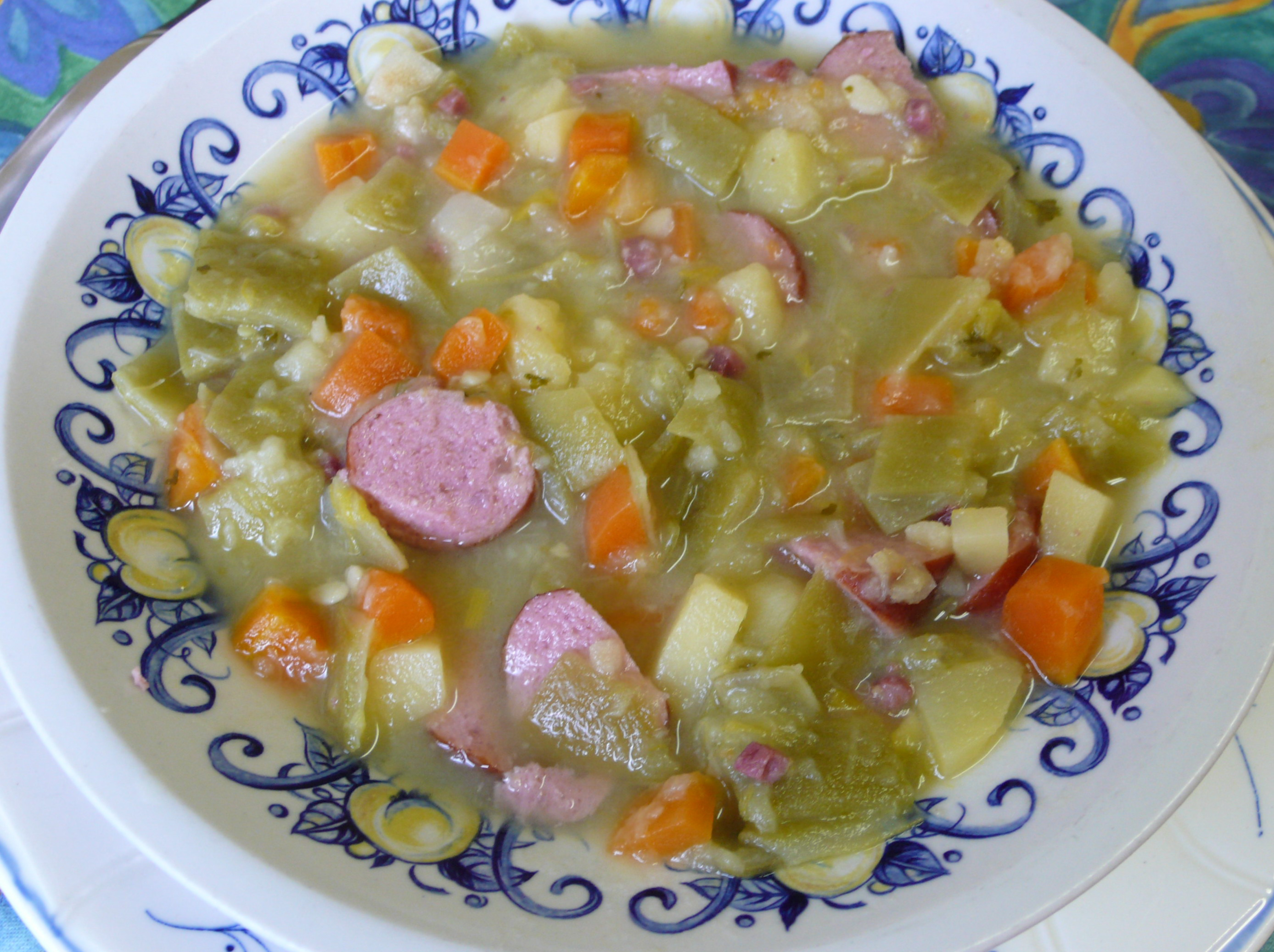
Bouneschlupp este considerat un fel de mâncare național luxemburghez
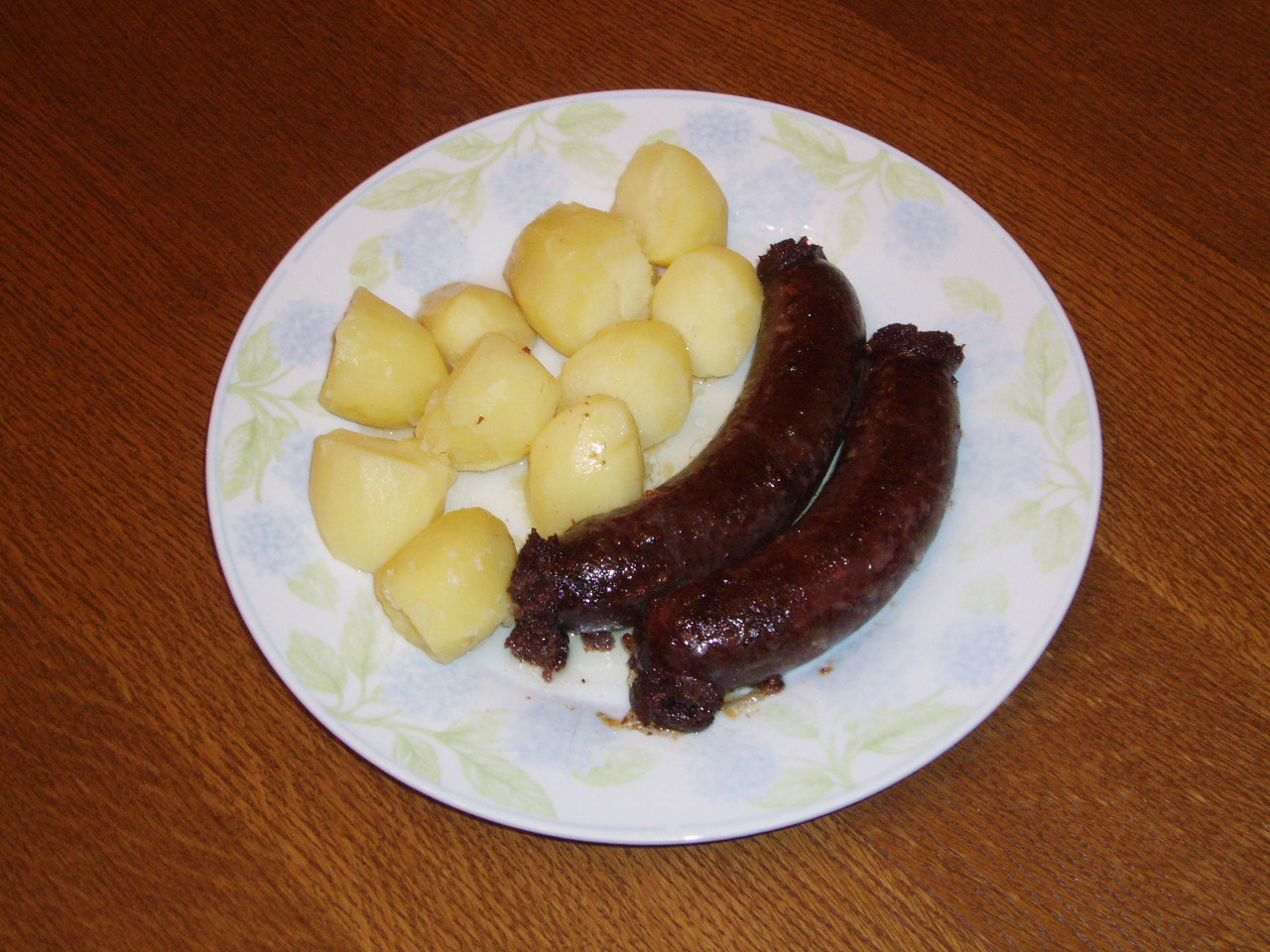
Träipen, uneori treipen, este un fel de sângerete luxemburghez

### Mass-media
Limbile principale în mass-media din Luxemburg sunt franceza și germana. Ziarul cu cel mai mare tiraj este cotidianul de limbă germană Luxemburger Wort⁠(d).
Există însă posturi de radio și publicații naționale tipărite în engleză și în portugheză, dar audiențele acestora sunt dificil de evaluat întrucât sondajele naționale sunt efectuate de ILRES  în limba franceză.
Luxemburgul este cunoscut în Europa pentru posturile de radio și televiziune (Radio Luxemburg⁠(d) și RTL Group). Aici funcționează și SES⁠(d), difuzor al marilor servicii europene de satelit pentru Germania și Regatul Unit.
Din cauza unei legi din 1988, care a stabilit un regim fiscal special pentru investițiile în audiovizual, numărul filmelor luxemburgheze și în co-producție cu Luxemburgul a crescut constant. Există înregistrate circa 30 de companii de producție în Luxemburg.
Luxemburgul a câștigat un Oscar în 2014 la categoria scurt-metraje de animație cu filmul Mr Hublot⁠(d).

## Personalități
- Xavier Bettel (n. 1973), om politic.